# SDC3
 (avril 2024).
Le syndécan-3 est une protéine qui, chez l'être humain, est codée par le gène SDC3,,.